# 科林图
科林图是巴西米纳斯吉拉斯州的一个市镇。总面积2524.503平方公里，总人口27741人，人口密度11人/平方公里。